# 呉山広場駅
呉山広場駅（ござんひろばえき）は、中華人民共和国浙江省杭州市上城区呉山広場に位置する杭州地下鉄7号線の駅である。

## 歴史
- 2022年4月1日：開業[1]。

## 駅構造
島式ホーム1面2線を有する地下駅。西側に引き上げ線が1線、東側に両渡り線が設置。

### のりば
案内上ののりば番号は設定されていない。
| 路線    | 方向 | 行先                       |
| ------- | ---- | -------------------------- |
| ■ 7号線 | -    | 降車ホーム                 |
| ■ 7号線 | 上り | 蕭山国際機場・江東二路方面 |

（出典：杭州地下鉄：站内空间示意图）

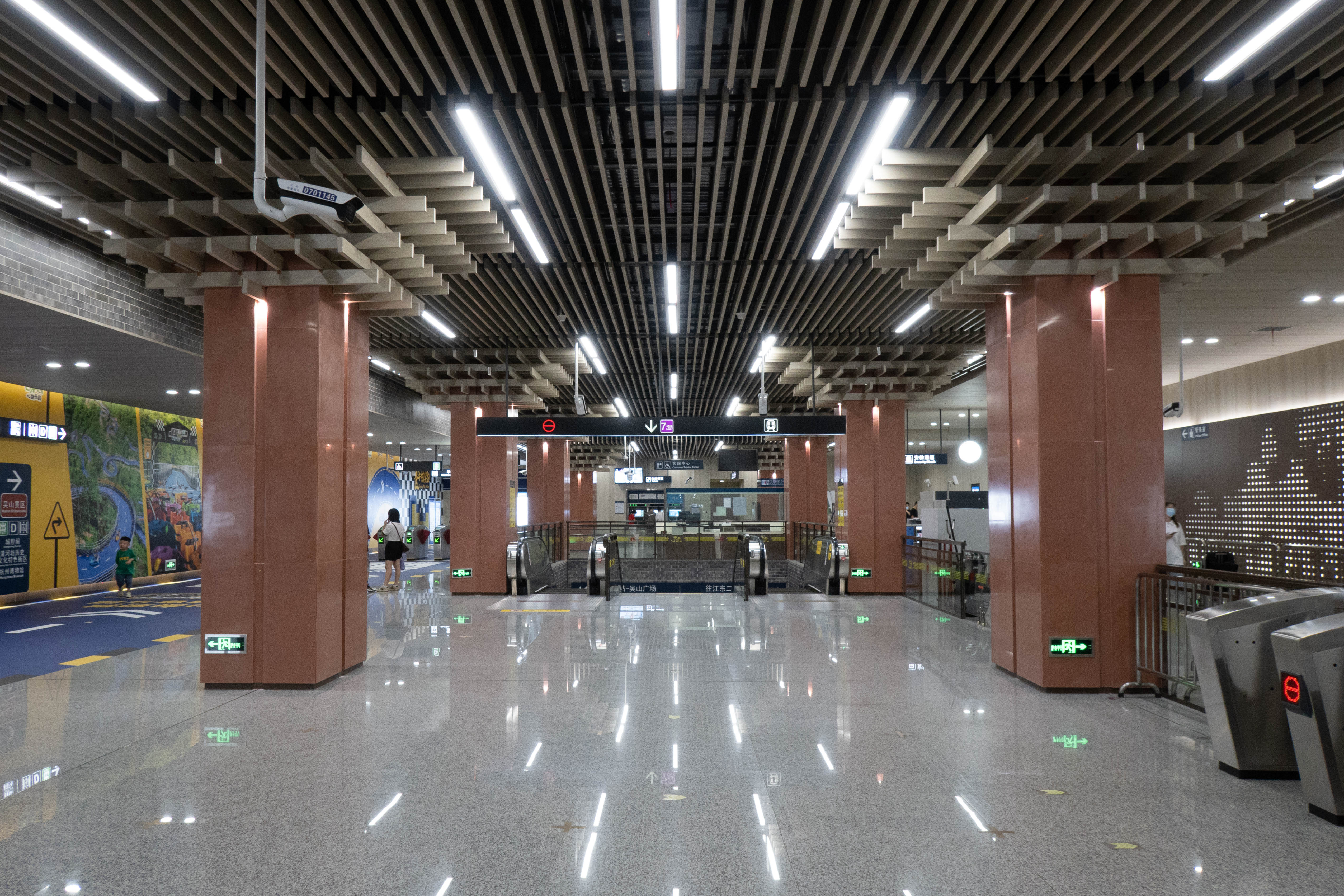
コンコース
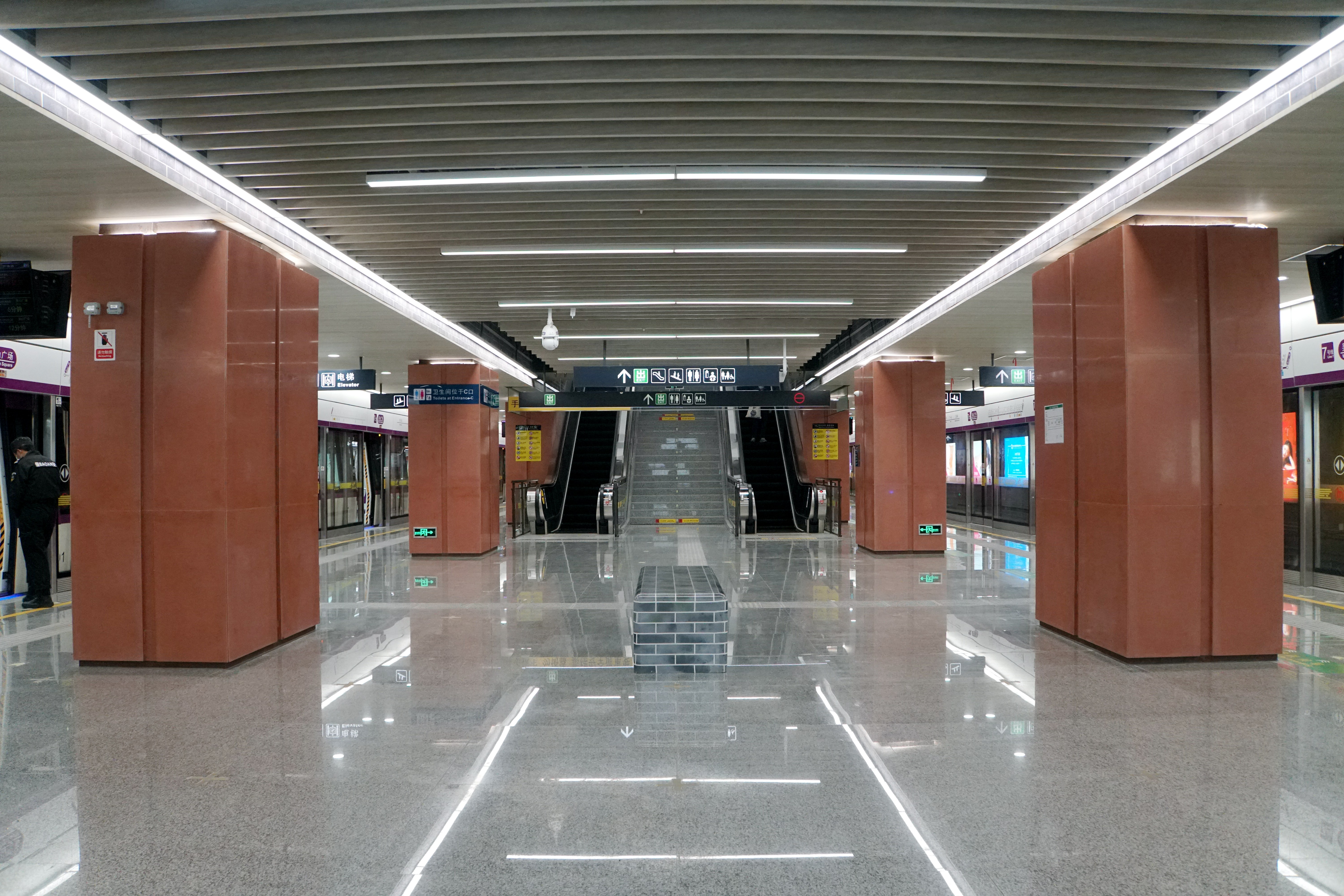
ホーム

## 駅周辺
- 呉山広場（中国語版）
- 呉山（中国語版）
- 杭州博物館（中国語版）
- 呉山花鳥工芸品市場
- 杭州第四中学校（中国語版）
- 杭州孔子廟
- 上城区中医医院
- 柳浪聞鶯（中国語版）
- 呉山名楼
- 柳浪東苑
- 呉山名苑
- 西湖名苑
- 中大呉荘
- 柳浪新苑
- 孝子坊

## 隣の駅
杭州地下鉄
■ 7号線
呉山広場駅 - 江城路駅